# Purdy Motor
Purdy Motor S.A. (auch Purdy Motor Group) ist ein costa-ricanischer Automobilhändler und ehemaliger Automobilhersteller mit Sitz in San José. Das Unternehmen ist der viertälteste Toyota-Händler außerhalb Japans, Marktführer in Costa Rica und verfügt über mehrere Niederlassungen in den USA.

## Geschichte
Der Unternehmensgründer Xavier Quirós Oreamuno war ursprünglich Besitzer einer Bananenplantage. Auf der Suche nach einem geeigneten Fahrzeug wurde er in den 1950er Jahren in einer Zeitschrift auf eine Anzeige für den Toyota Land Cruiser aufmerksam. Er bestellte zwei Fahrzeuge, von denen er eines weiterverkaufen wollte. Tatsächlich verkaufte er aber beide und fand Gefallen an dieser Tätigkeit.
Am 7. Januar 1957 gründete Quirós das Unternehmen H.T. Purdy. Der Betrieb bestand zuerst nur aus vier Personen: neben dem Gründer noch der Angestellte Mario Tanzi, ein Mechaniker und ein Fahrer. Der Unternehmensnamen soll auf den US-Amerikaner Henry Terry Purdy zurückzuführen sein. Im Jahr 1959 gibt Quirós die Landwirtschaft auf. Purdy Motor erhält im gleichen Jahr die Vertriebsrechte für Rambler-Fahrzeuge in Costa Rica.
Als Rambler-Händler wird Purdy Motor in den 1970er Jahren von Motorizada de Costa Rica abgelöst. Mit der Tochtergesellschaft ECASA werden zwischen 1965 und 1982 verschiedene Marken und Modelle montiert. Durch weitere Geschäftsfelder im Zuliefererbereich konnte sich das Unternehmen langfristig konsolidieren.
Nach dem Tod von Xavier Quirós im Jahr 1981 wurde das Unternehmen von seinen Söhnen weitergeführt.
Purdy Motor bestand seit 2008 aus drei Geschäftsbereichen: Purdy Motor Costa Rica für das Inlandsgeschäft, Purdy Motor Internacional für das Geschäft in Mexiko und Purdy Motor Negocios Automotrices Complementarios für den Zubehörhandel. Insgesamt zählte das Unternehmen zu dieser Zeit 700 Mitarbeiter. Im Jahr 2015 waren alleine im Auslandsgeschäft 500 Mitarbeiter beschäftigt (350 in den USA und 150 in Mexiko). Bis zum Jahr 2018 kamen Lexus Costa Rica für die Marke Lexus und Purdy Vehículos de Trabajo für gewerbliche und Nutzfahrzeuge als weitere Geschäftsbereiche hinzu.
Laut eigener Aussage war Purdy Motor 2012 bereits seit mehr als 35 Jahren (bzw. seit 1971) Marktführer für Neufahrzeuge in Costa Rica. Im Jahr 2008 verkaufte Purdy Motor 8388 Fahrzeuge, was einem Marktanteil von 24 % entsprach. Eine andere Quelle nennt 9074 Fahrzeuge für den gleichen Zeitraum. Im Jahr 2016 wurden 10.092 Fahrzeuge der Marke Toyota verkauft (Marktanteil 17,9 %).
Im Jahr 2006 wurde die Niederlassung Ciudad Toyota in San José eröffnet. Sie soll das größte Autohaus in Lateinamerika sein.
Das Unternehmen wird regelmäßig von staatlicher Seite und von Toyota ausgezeichnet. Eine Werbung von Purdy wurde von sozialwissenschaftlicher Seite als von den Problemen der Arbeitswelt ablenkend kritisiert.

### Mexiko und USA
Seit den 2000er Jahren expandierte Purdy Motor auf internationaler Ebene. Im April 2005 wurde eine erste Niederlassung in Saltillo, Coahuila (Mexiko) eröffnet. Seit 2013 gibt es zwei Händlerbetriebe in Bryan-College Station und in Madisonville (Texas).  Die zweite mexikanische Niederlassung wurde im Oktober 2013 in Cuautitlán eröffnet. Zeitweise gab es einen dritten Betrieb in Chihuahua. Im Jahr 2015 wurde ein Händler in Dallas übernommen.
Im Jahr 2016 zog sich Purdy Motor vom mexikanischen Markt zurück. Die Niederlassungen in den USA werden seit 2019 unter der Marke Purdy Mobility geführt.

## Marken und Modelle
Purdy Motor verkaufte zunächst Toyota- und (ab 1959) Rambler-Modelle.
Als die politischen Rahmenbedingungen im Jahr 1964 eine inländische Produktion lukrativ machten, wurde die Tochtergesellschaft ECASA gegründet, um CKD-Bausätze zu montieren. Im September 1965 wurde als erstes Fahrzeug ein Rambler Classic 660 des Modelljahrs 1964 hergestellt. Für Toyota wurden unter anderem die Modelle Starlet, Corolla, Corona und Crown montiert.
Die Rambler-Produktion dauerte mindestens bis 1970. Ein weiteres montiertes Modell war der Land Cruiser. Hinzu kamen Ford- und Volkswagen-Modelle.
Im Jahr 1973 erwarb Toyota eine 20%ige Beteiligung an ECASA. Die Toyota-Produktion (die ebenfalls im September 1965 begonnen hatte) wurde im Oktober 1982 eingestellt.
Zu den verkauften Marken gehören derzeit Toyota, Lexus (seit 2013) und Hino (seit 2005). Als weitere Marken werden Daihatsu (seit 2002) und Scion in den USA genannt.
Seit 2016 produziert das Unternehmen Nutzfahrzeuge der Marke Hino. Gefertigt werden Lastkraftwagen der Serie 500.
Zum 60. Jahrestag der Unternehmensgründung wurde ein limitiertes Sondermodell des Hilux präsentiert.

## Trivia
- Zum 60. Jahrestag seiner Gründung stellte Purdy Motor als erstes Unternehmen in Costa Rica einen Guinness-Weltrekord auf. Das größte Autologo der Welt (der Marke Toyota) wurde in siebeneinhalb bis neun Stunden auf einer Fläche von fast 32.000 m² mit 1600 Fahrzeugen erstellt.[2][25][26]